# Сингако
Сингако (фр. Singako) — деревня и супрефектура в Чаде, расположенная на территории региона Среднее Шари. Входит в состав департамента Лак-Иро.

## Географическое положение
Деревня находится в южной части Чада, к югу от реки Саламат, к западу от реки Лала (бассейн реки Шари), на высоте 364 метров над уровнем моря.
Сингако расположен на расстоянии приблизительно 535 километров к юго-востоку от столицы страны Нджамены.

## Население
По данным официальной переписи 2009 года численность населения Сингако составляла 12 201 человек (6003 мужчины и 6198 женщин). Население супрефектуры по возрастному диапазону распределилось следующим образом: 51 % — жители младше 15 лет, 44,8 % — между 15 и 59 годами и 4,2 % — в возрасте 60 лет и старше.

## Транспорт
Ближайший аэропорт расположен в городе Кьябе.